# Sobek (mytologie)
Sobek (v egyptštině sbk; řecky nejobvykleji Σούχος – Súchos, objevují se ovšem i jiné varianty jména, např. Šebbech) je staroegyptský bůh zobrazovaný v podobě krokodýla nebo muže s krokodýlí hlavou ikonograficky doložený od počátku historické doby. Přes jistý rozporný vztah k němu byl Egypťany uctíván až do nástupu křesťanství.
Sobek byl původně spojován především s Nilem, úrodou a plodností, v Textech pyramid se objevuje jako „dárce zeleně“. V pozdějších dobách je někdy titulován přímo jako „Pán Nilu“, takže vystupuje jako vládce Hapiho personifikujícího plodivou sílu řeky projevující se v nilských záplavách. Byl označován jako bůh vod a uctíván především ve Fájjumské oblasti.